# 池辺義教
池辺 義教（いけべ よしのり、1926年-2016年）は、大阪府出身の、日本の哲学者、奈良県立医科大学名誉教授。

## 来歴
大阪府生まれ。1953年大阪大学文学部哲学科卒、58年同大学院（旧制）修了、奈良県立医科大学教授（人文学）。90年定年退官、名誉教授、大谷女子短期大学教授。

## 著書
- 『ベルクソンの哲学』（第三文明社、レグルス文庫、1976年）
- 『医の哲学』（行路社、1986年）
- 『デカルトの誤謬論』（行路社、1988年）
- 『医学を哲学する 医学、この問題なるもの』（世界思想社、1991年）
- 『理性と感性 フランス哲学に学ぶ』（青山社、1997年）
- 『生の医学と死の医学』（青山社、1998年）
- 『哲学の勧め』（青山社 2008年）
- 『都率先徳、覺超の行実 源信と覺超』（青山社、2010年）

### 翻訳
- ベルクソン「意識と生命」（『世界の名著』シリーズ、中央公論社、1969年）

### 論文
- CiNii>池辺義教

## 参考
- 『医学を哲学する』著者紹介